# 國立現代及當代藝術美術館

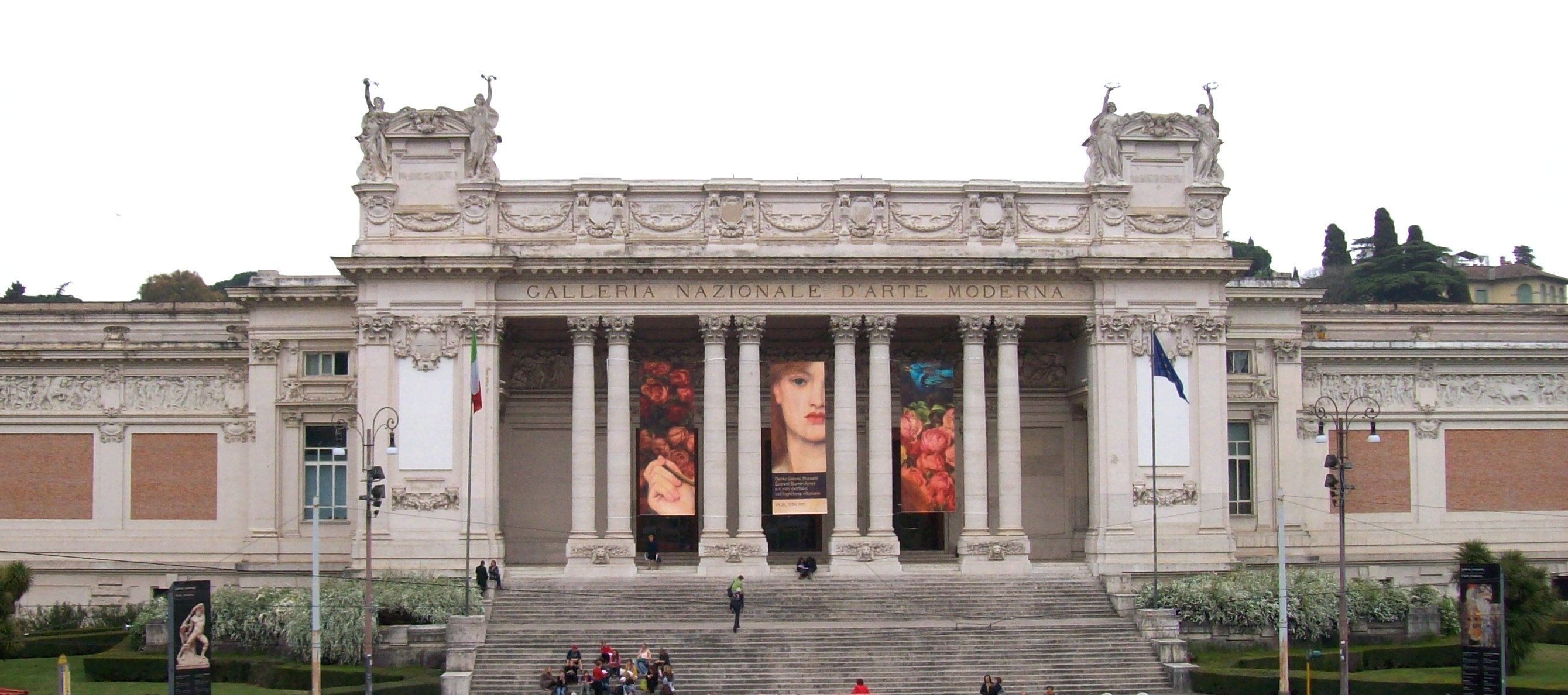
國立現代及當代藝術美術館外景

國立現代及當代藝術美術館（義大利語：Galleria Nazionale d'Arte Moderna e Contemporanea）是位於義大利首都羅馬的一座美術館。

## 历史
開館於1883年，主要收藏現代藝術和當代藝術的美術品。美術館主要收藏19至20世紀義大利藝術家的作品，但也收集一些外國美術家的作品。